# Bonamia douglasii
Bonamia douglasii är en vindeväxtart som beskrevs av D.F. Austin. Bonamia douglasii ingår i släktet Bonamia och familjen vindeväxter. Inga underarter finns listade i Catalogue of Life.